# UEFA 유로 2020 예선 플레이오프
이 문서는 UEFA 유로 2020 예선 플레이오프에 대해서 다룬다. 예선 플레이오프는 단판 승부 형식을 띤 준결승전, 결승전으로 구성되어 있으며 플레이오프에서 승리한 4개 팀은 UEFA 유로 2020 본선에 진출한다.
예선 플레이오프는 원래 2020년 3월에 진행될 예정이었으나 2020년에 유럽에서 일어난 코로나19 범유행의 여파로 인하여 연기되었다. 이에 따라 예선 플레이오프 준결승전은 2020년 10월 8일에, 예선 플레이오프 결승전은 2020년 11월 12일에 각각 열리게 되었다.

## 진행 방식
UEFA 유로 2020 예선 조별 리그에서 탈락한 팀들 가운데 2018-19년 UEFA 네이션스리그에 속해 있던 16개 팀은 예선 플레이오프에 진출한다. 본선 조 추첨 당시에 완성되지 않은 조는 원래 2020년 4월 1일에 실시되는 별도의 추첨을 통해 완성될 계획이었다. 하지만 UEFA 유로 2020 본선에 직행한 20개 팀, 플레이오프에 진출한 16개 팀이 모두 확정되면서 유럽 축구 연맹(UEFA)은 해당 계획을 취소했다.

### 플레이오프 진출 팀 결정
플레이오프는 4개의 루트(루트 A, 루트 B, 루트 C, 루트 D)로 구성되어 있는데 하나의 루트마다 4개 팀이 참가하고 각 루트마다 1개 팀이 본선에 진출한다. 각 리그마다 최소 4개 팀이 참가하는 경우에는 독자적인 플레이오프를 치르게 된다. 네이션스리그의 리그에서 각 조 1위를 차지한 팀은 최소한 UEFA 유로 2020 예선 플레이오프에 진출할 자격을 획득하게 된다. 단 각 조 1위 팀 중에서 UEFA 유로 2020 본선에 직행한 팀이 나온 경우에는 같은 리그에 속해 있던 차순위 팀이 승계받게 된다.
플레이오프에 참가하는 같은 리그 출신 팀이 4개 미만인 경우에는 하위 리그에서 UEFA 유로 2020 본선 직행이 확정된 팀, 플레이오프 진출이 확정된 팀을 제외한 나머지 팀들 중에서 가장 높은 순위를 기록했던 팀이 승계받게 되지만 같은 리그에 속해 있던 각 조 1위 팀은 상위 리그에 속해 있던 팀들과 만날 수 없다. 또한 리그 내에 각 조 1위 팀이 없는 경우에는 종합 순위에서 가장 높은 순위를 기록한 팀이 승계받게 된다.

### 플레이오프 참가 루트 결정
같은 리그에서 플레이오프 진출 자격을 획득한 팀이 4개 이상인 경우에는 대진 추첨을 통해 플레이오프 참가 루트를 결정한다. 같은 리그에 속한 팀들은 추첨 과정에서 상위 리그 팀들과 함께 플레이오프 참가 루트를 결정하게 된다. 이 과정에 따라 각 조 1위 팀은 상위 리그 팀들과 맞붙지 않게 된다. 그 외에 리그에서 각 조 1위를 차지하지 못한 팀들을 위한 별도의 추첨이 진행된다.

### 규칙
예선 플레이오프는 단판 승부 형식을 띤 준결승전 2경기(1위 팀 대 4위 팀, 2위 팀 대 3위 팀), 결승전 1경기를 통해 UEFA 유로 2020 본선 진출 팀을 결정한다. 준결승전 경기는 순위가 높은 팀의 홈 구장에서 열린다. 결승전 경기는 준결승전 1번 경기 승자의 홈 구장과 2번 경기 승자의 홈 구장 가운데 한 곳에서 열리게 되는데 개최 장소는 추첨을 통해 결정된다.
양 팀이 정규 시간 90분(전반 45분, 후반 45분)이 끝난 상황에서 동점으로 끝난 경우에는 연장전(전반 15분, 후반 15분)을 실시한다. 연장전에서도 양 팀이 동점으로 끝난 경우에는 승부차기를 통해 승리 팀을 결정한다. 선수 교체는 한 팀당 최대 3명까지 가능하지만 연장전에 들어간 경우에는 최대 4명까지 교체할 수 있다. UEFA는 2019년 12월 4일에 스위스 니옹에서 열린 집행위원회 회의에서 UEFA 유로 2020 예선 플레이오프의 모든 경기에서 비디오 판독 기술(비디오 어시스턴트 레프리, VAR)을 사용하기로 결정했다.

## 플레이오프 진출 대상 팀
플레이오프에 진출하는 팀들은 네이션스리그 순위에 따른 기준에 따라 결정된다. 굵은 글씨로 표기된 팀은 플레이오프에 진출한 팀을 의미한다.
| 순위  | 팀          |
| ----- | ----------- |
| 1[GW] | 포르투갈    |
| 2[GW] | 네덜란드[H] |
| 3[GW] | 잉글랜드[H] |
| 4[GW] | 스위스      |
| 5     | 벨기에      |
| 6     | 프랑스      |
| 7     | 스페인[H]   |
| 8     | 이탈리아[H] |
| 9     | 크로아티아  |
| 10    | 폴란드      |
| 11    | 독일[H]     |
| 12    | 아이슬란드  |

| 순위   | 팀                    |
| ------ | --------------------- |
| 13[GW] | 보스니아 헤르체고비나 |
| 14[GW] | 우크라이나            |
| 15[GW] | 덴마크[H]             |
| 16[GW] | 스웨덴                |
| 17     | 러시아[H]             |
| 18     | 오스트리아            |
| 19     | 웨일스                |
| 20     | 체코                  |
| 21     | 슬로바키아            |
| 22     | 튀르키예              |
| 23     | 아일랜드[H]           |
| 24     | 북아일랜드            |

| 순위   | 팀            |
| ------ | ------------- |
| 25[GW] | 스코틀랜드[H] |
| 26[GW] | 노르웨이      |
| 27[GW] | 세르비아      |
| 28[GW] | 핀란드        |
| 29     | 불가리아      |
| 30     | 이스라엘      |
| 31     | 헝가리[H]     |
| 32     | 루마니아[H]   |
| 33     | 그리스        |
| 34     | 알바니아      |
| 35     | 몬테네그로    |
| 36     | 키프로스      |
| 37     | 에스토니아    |
| 38     | 슬로베니아    |
| 39     | 리투아니아    |

| 순위   | 팀              |
| ------ | --------------- |
| 40[GW] | 조지아          |
| 41[GW] | 북마케도니아    |
| 42[GW] | 코소보          |
| 43[GW] | 벨라루스        |
| 44     | 룩셈부르크      |
| 45     | 아르메니아      |
| 46     | 아제르바이잔[H] |
| 47     | 카자흐스탄      |
| 48     | 몰도바          |
| 49     | 지브롤터        |
| 50     | 페로 제도       |
| 51     | 라트비아        |
| 52     | 리히텐슈타인    |
| 53     | 안도라          |
| 54     | 몰타            |
| 55     | 산마리노        |

범례
1. GW 네이션스리그 조 1위
2. H 추첨 당시에 UEFA 유로 2020 개최국으로 내정되어 있던 팀
3. 플레이오프 진출
4. 본선 직행

## 대진 추첨
플레이오프 대진 추첨은 2019년 11월 22일에 스위스 니옹에 위치한 유럽 축구 연맹(UEFA) 본부에서 진행되었다. 준결승전 승리 팀들이 대결하는 결승전이 열리는 경기장 또한 추첨으로 결정된다. 플레이오프 추첨 과정에서는 다음과 관련된 제한 규정이 적용된다.
- 개최국: 플레이오프에 진출한 UEFA 유로 2020 개최국의 국가대표팀들이 본선에 진출할 수 있는 공정한 기회를 마련하기 위해 서로 다른 루트에 배정될 수 있다.
- 시드 배정 가능성: 플레이오프에 진출한 팀들의 특정 조합에 따라 시드를 배정할 가능성이 있다.

UEFA에서는 양국 간의 정치적 분쟁 소지가 있는 팀들(스페인-지브롤터, 세르비아-코소보, 보스니아 헤르체고비나-코소보, 러시아-우크라이나, 아르메니아-아제르바이잔)은 서로 다른 루트에 배정한다는 규정을 시행하고 있지만 실제 플레이오프 대진 추첨에서는 어떠한 조치도 시행되지 않았다. 이들 팀이 별도의 루트에 배정될 수 없는 경우에는 중립 지대에서 개최하거나 무관중 경기로 개최하는 조건으로 진행할 계획이었지만 성사되지 않았다.
플레이오프 루트 추첨 순서는 루트 D부터 시작해서 루트 A에서 끝난다. 플레이오프 루트는 다음과 같이 구성되어 있다.
- 리그 D에 소속되어 있던 4개 팀은 모두 각 조에서 1위를 차지한 팀이다. 따라서 이들 4개 팀은 루트 D를 형성한다.
- 리그 C에 소속되어 있던 7개 팀 가운데 3개 팀은 각 조에서 1위를 차지한 팀이기 때문에 루트 C에 참가한다. 이에 따라 리그 C에서 1위를 차지하지 못한 나머지 4개 팀 가운데 1개 팀은 추첨을 통해 루트 C를 형성한다.
- 리그 B에 소속되어 있던 4개 팀 가운데 1개 팀은 각 조에서 1위를 차지한 팀이고 나머지 3개 팀은 각 조에서 1위를 차지하지 못한 팀이다. 따라서 이들 4개 팀은 루트 B를 형성한다.
- 리그 A에 소속되어 있던 1개 팀은 각 조에서 1위를 차지하지 못한 팀이기 때문에 루트 A에 참가한다. 이에 따라 리그 C에서 1위를 차지하지 못한 나머지 4개 팀 가운데 3개 팀은 추첨을 통해 루트 A를 형성한다.

리그 C에서 각 조 1위를 차지하지 못한 다음과 같은 4개 팀은 네이션스리그 순위에 따른 플레이오프 대진을 결정하기 위한 추첨에 참여한다. 1개 팀은 루트 C에 배정되어 C4 자리를 차지하고 나머지 3개 팀은 루트 A에 배정되어 네이션스리그 순위에 따라 A2, A3, A4 자리를 차지하게 된다.
- 불가리아
- 이스라엘
- 헝가리[H]
- 루마니아[H]

### 추첨 결과
플레이오프 대진 추첨 결과는 다음과 같이 결정되었다.
| 순위 | 팀          |
| ---- | ----------- |
| 1    | 아이슬란드  |
| 2    | 불가리아    |
| 3    | 헝가리[H]   |
| 4    | 루마니아[H] |

| 순위 | 팀                    |
| ---- | --------------------- |
| 1    | 보스니아 헤르체고비나 |
| 2    | 슬로바키아            |
| 3    | 아일랜드[H]           |
| 4    | 북아일랜드            |

| 순위 | 팀            |
| ---- | ------------- |
| 1    | 스코틀랜드[H] |
| 2    | 노르웨이      |
| 3    | 세르비아      |
| 4    | 이스라엘      |

| 순위 | 팀           |
| ---- | ------------ |
| 1    | 조지아       |
| 2    | 북마케도니아 |
| 3    | 코소보       |
| 4    | 벨라루스     |

범례
1. H 추첨 당시에 UEFA 유로 2020 개최국으로 내정되어 있던 팀

플레이오프 대진 추첨 결과에 따라 플레이오프 루트별 결승전 개최 장소가 다음과 같이 결정되었다.
- 플레이오프 루트 A 결승전: 준결승전 2번 경기 (불가리아 대 헝가리) 승자의 홈 구장
- 플레이오프 루트 B 결승전: 준결승전 1번 경기 (보스니아 헤르체고비나 대 북아일랜드) 승자의 홈 구장
- 플레이오프 루트 C 결승전: 준결승전 2번 경기 (노르웨이 대 세르비아) 승자의 홈 구장
- 플레이오프 루트 D 결승전: 준결승전 1번 경기 (조지아 대 벨라루스) 승자의 홈 구장

플레이오프 루트 C에 속한 개최국인 스코틀랜드는 헝가리, 루마니아를 플레이오프 루트 A 또는 플레이오프 루트 C로 끌어들이기 위해 특정 루트 가운데 하나가 2개의 개최국의 국가대표팀이 포함되는 것을 막을 수 없다. 따라서 2개의 개최국이 속한 플레이오프 루트의 승자는 본선에서 2개의 조에 배정된다.

## 경기 일정
UEFA 유로 2020 예선 플레이오프 준결승전은 원래 2020년 3월 26일에, 예선 플레이오프 결승전은 2020년 3월 31일에 각각 단판 승부 형식으로 진행될 예정이었다. 그러나 2020년에 유럽에서 일어난 코로나19 범유행의 여파로 인하여 UEFA는 2020년 3월 17일에 공개된 공식 성명을 통해 개최 시기를 2020년 6월 4일부터 6월 9일까지로 연기한다고 결정했다. 하지만 UEFA는 계획을 바꾸어 2020년 4월 1일에 개최 시기를 무기한 연기한다고 결정했다.
UEFA는 2020년 6월 17일에 열린 집행위원회 회의를 통해 새로운 UEFA 유로 2020 예선 플레이오프 경기 일정을 결정했다. 이에 따라 예선 플레이오프 준결승전은 2020년 10월 8일에, 예선 플레이오프 결승전은 2020년 11월 12일에 각각 열리게 되었다.

## 경기 결과

### 루트 A
플레이오프 루트 A의 승자는 본선에서 F조에 편성되었다. 만약 루마니아가 플레이오프 루트 A를 통해 본선에 진출했다면 루마니아가 C조에 편성될 예정이었으나 루마니아가 예선에서 탈락하면서 해당 계획은 취소되었다.
|  | 준결승전                     | 준결승전   |                               |   | 결승전 | 결승전 |
|  |                              |            |                               |   |        |        |
|  | 2020년 10월 8일 - 소피아     |            |                               |   |        |        |
|  |                              |            |                               |   |        |        |
|  | 불가리아                     | 1          |                               |   |        |        |
|  | 불가리아                     | 1          | 2020년 11월 12일 - 부다페스트 |   |        |        |
|  | 헝가리                       | 3          |                               |   |        |        |
|  | 헝가리                       | 3          | 헝가리                        | 2 |        |        |
|  | 2020년 10월 8일 - 레이캬비크 |            | 헝가리                        | 2 |        |        |
|  |                              | 아이슬란드 | 1                             |   |        |        |
|  | 아이슬란드                   | 아이슬란드 | 1                             | 2 |        |        |
|  | 아이슬란드                   |            |                               | 2 |        |        |
|  | 루마니아                     | 1          |                               |   |        |        |
|  | 루마니아                     | 1          |                               |   |        |        |

#### 준결승전
| 아이슬란드        | 2 – 1  | 루마니아          |
| ----------------- | ------ | ----------------- |
| 시귀르손 16′, 35′ | 리포트 | 막심 63′ (페널티) |

| 불가리아   | 1 – 3  | 헝가리                                 |
| ---------- | ------ | -------------------------------------- |
| 요모프 89′ | 리포트 | 오르반 17′ · 컬마르 47′ · 니콜리치 75′ |

#### 결승전
| 헝가리                      | 2 – 1  | 아이슬란드   |
| --------------------------- | ------ | ------------ |
| 네고 88′ · 소보슬러이 90+2′ | 리포트 | 시귀르손 11′ |

 헝가리가 본선에 진출하였다.

### 루트 B
플레이오프 루트 B의 승자는 본선에서 E조에 편성되었다.
|  | 준결승전                       | 준결승전         |                             |       | 결승전 | 결승전 |
|  |                                |                  |                             |       |        |        |
|  | 2020년 10월 8일 - 사라예보     |                  |                             |       |        |        |
|  |                                |                  |                             |       |        |        |
|  | 보스니아 헤르체고비나          | 1 (3)            |                             |       |        |        |
|  | 보스니아 헤르체고비나          | 1 (3)            | 2020년 11월 12일 - 벨파스트 |       |        |        |
|  | 북아일랜드 (PSO)               | 1 (4)            |                             |       |        |        |
|  | 북아일랜드 (PSO)               | 1 (4)            | 북아일랜드                  | 1     |        |        |
|  | 2020년 10월 8일 - 브라티슬라바 |                  | 북아일랜드                  | 1     |        |        |
|  |                                | 슬로바키아 (AET) | 2                           |       |        |        |
|  | 슬로바키아 (PSO)               | 슬로바키아 (AET) | 2                           | 0 (4) |        |        |
|  | 슬로바키아 (PSO)               |                  |                             | 0 (4) |        |        |
|  | 아일랜드                       | 0 (2)            |                             |       |        |        |
|  | 아일랜드                       | 0 (2)            |                             |       |        |        |

#### 준결승전
| 보스니아 헤르체고비나                            | 1 – 1 (연장) | 북아일랜드                               |
| ------------------------------------------------ | ------------ | ---------------------------------------- |
| 크루니치 14′                                     | 리포트       | 맥긴 53′                                 |
| 승부차기                                         |              |                                          |
| 퍄니치 · 하이라디노비치 · 비슈차 · 호티치 · 제코 | 3 – 4        | 댈러스 · 래퍼티 · 서빌 · 워싱턴 · 보이스 |

| 슬로바키아                                  | 0 – 0 (연장) | 아일랜드                            |
| ------------------------------------------- | ------------ | ----------------------------------- |
|                                             | 리포트       |                                     |
| 승부차기                                    |              |                                     |
| 함시크 · 흐로쇼우스키 · 하라슬린 · 그레구시 | 4 – 2        | 후리핸 · 브레이디 · 브라운 · 도허티 |

#### 결승전
| 북아일랜드                | 1 – 2 (연장) | 슬로바키아               |
| ------------------------- | ------------ | ------------------------ |
| 슈크리니아르 88′ (자책골) | 리포트       | 쿠츠카 17′ · 듀리시 110′ |

 슬로바키아가 본선에 진출하였다.

### 루트 C
플레이오프 루트 C의 승자는 본선에서 D조에 편성되었다.
|  | 준결승전                   | 준결승전         |                               |       | 결승전 | 결승전 |
|  |                            |                  |                               |       |        |        |
|  | 2020년 10월 8일 - 오슬로   |                  |                               |       |        |        |
|  |                            |                  |                               |       |        |        |
|  | 노르웨이                   | 1                |                               |       |        |        |
|  | 노르웨이                   | 1                | 2020년 11월 12일 - 베오그라드 |       |        |        |
|  | 세르비아 (AET)             | 2                |                               |       |        |        |
|  | 세르비아 (AET)             | 2                | 세르비아                      | 1 (4) |        |        |
|  | 2020년 10월 8일 - 글래스고 |                  | 세르비아                      | 1 (4) |        |        |
|  |                            | 스코틀랜드 (PSO) | 1 (5)                         |       |        |        |
|  | 스코틀랜드 (PSO)           | 스코틀랜드 (PSO) | 1 (5)                         | 0 (5) |        |        |
|  | 스코틀랜드 (PSO)           |                  |                               | 0 (5) |        |        |
|  | 이스라엘                   | 0 (3)            |                               |       |        |        |
|  | 이스라엘                   | 0 (3)            |                               |       |        |        |

#### 준결승전
| 스코틀랜드                                   | 0 – 0 (연장) | 이스라엘                             |
| -------------------------------------------- | ------------ | ------------------------------------ |
|                                              | 리포트       |                                      |
| 승부차기                                     |              |                                      |
| 맥긴 · 맥그레거 · 맥토미니 · 섕클런드 · 맥린 | 5 – 3        | 자하비 · 비톤 · 베이스만 · 아부 파니 |

| 노르웨이   | 1 – 2 (연장) | 세르비아                   |
| ---------- | ------------ | -------------------------- |
| 노르만 88′ | 리포트       | 밀린코비치사비치 82′, 102′ |

#### 결승전
| 세르비아                                     | 1 – 1 (연장) | 스코틀랜드                                     |
| -------------------------------------------- | ------------ | ---------------------------------------------- |
| 요비치 90′                                   | 리포트       | 크리스티 52′                                   |
| 승부차기                                     |              |                                                |
| 타디치 · 요비치 · 구델 · 카타이 · 미트로비치 | 4 – 5        | 그리피스 · 맥그레거 · 맥토미니 · 맥버니 · 맥린 |

 스코틀랜드가 본선에 진출하였다.

### 루트 D
플레이오프 루트 D의 승자는 본선에서 C조에 편성되었다. 만약 루마니아가 플레이오프 루트 A를 통해 본선에 진출했다면 플레이오프 루트 D의 승자가 F조에 편성될 예정이었으나 루마니아가 예선에서 탈락하면서 해당 계획은 취소되었다.
|  | 준결승전                   | 준결승전     |                             |   | 결승전 | 결승전 |
|  |                            |              |                             |   |        |        |
|  | 2020년 10월 8일 - 트빌리시 |              |                             |   |        |        |
|  |                            |              |                             |   |        |        |
|  | 조지아                     | 1            |                             |   |        |        |
|  | 조지아                     | 1            | 2020년 11월 12일 - 트빌리시 |   |        |        |
|  | 벨라루스                   | 0            |                             |   |        |        |
|  | 벨라루스                   | 0            | 조지아                      | 0 |        |        |
|  | 2020년 10월 8일 - 스코페   |              | 조지아                      | 0 |        |        |
|  |                            | 북마케도니아 | 1                           |   |        |        |
|  | 북마케도니아               | 북마케도니아 | 1                           | 2 |        |        |
|  | 북마케도니아               |              |                             | 2 |        |        |
|  | 코소보                     | 1            |                             |   |        |        |
|  | 코소보                     | 1            |                             |   |        |        |

#### 준결승전
| 조지아                     | 1 – 0  | 벨라루스 |
| -------------------------- | ------ | -------- |
| 오크리아슈빌리 7′ (페널티) | 리포트 |          |

| 북마케도니아                         | 2 – 1  | 코소보           |
| ------------------------------------ | ------ | ---------------- |
| 콜롤리 16′ (자책골) · 벨코프스키 33′ | 리포트 | 하데르조나이 29′ |

#### 결승전
| 조지아 | 0 – 1  | 북마케도니아 |
| ------ | ------ | ------------ |
|        | 리포트 | 판데프 56′   |

 북마케도니아가 본선에 진출하였다.

### 내용주
1. ↑  헝가리와 아이슬란드의 경기는 헝가리에서 일어난 코로나19 범유행의 여파로 인하여 관중 없이 진행되었다.
2. ↑  보스니아 헤르체고비나와 북아일랜드의 경기는 원래 제니차에 위치한 빌리노 폴레에서 열릴 예정이었으나 나중에 사라예보에 위치한 스타디온 그르바비차에서 대신 열렸다.
3. ↑  슬로바키아와 아일랜드의 경기는 슬로바키아에서 일어난 코로나19 범유행의 여파로 인하여 관중 없이 진행되었다.
4. ↑  스코틀랜드와 이스라엘의 경기는 스코틀랜드에서 일어난 코로나19 범유행의 여파로 인하여 관중 없이 진행되었다.
5. ↑  세르비아와 스코틀랜드의 경기는 세르비아에서 일어난 코로나19 범유행의 여파로 인하여 관중 없이 진행되었다.
6. ↑  조지아와 벨라루스의 경기는 조지아에서 일어난 코로나19 범유행의 여파로 인하여 관중 없이 진행되었다.
7. ↑  북마케도니아와 코소보의 경기는 북마케도니아에서 일어난 코로나19 범유행의 여파로 인하여 관중 없이 진행되었다.
8. ↑  조지아와 북마케도니아의 경기는 조지아에서 일어난 코로나19 범유행의 여파로 인하여 관중 없이 진행되었다.

### 참고주
1. ↑  “Regulations of the UEFA European Football Championship 2018–20” (PDF). 《UEFA.com》. 유럽 축구 연맹 (UEFA). 2018년 3월 9일. 2018년 3월 13일에 확인함.
2. ↑  “European Qualifiers 2018–20 – Play-off Draw Procedure” (PDF). 《UEFA.com》. 유럽 축구 연맹(UEFA). 2019년 11월 21일. 2019년 11월 21일에 확인함.
3. ↑  “Game changer: group stage for UEFA Women's Champions League”. 《UEFA.com》. 유럽 축구 연맹(UEFA). 2019년 12월 4일. 2019년 12월 4일에 확인함.
4. ↑  “European Qualifiers 2018–20 – Play-off Draw Procedure” (PDF). 《UEFA.com》. 유럽 축구 연맹(UEFA). 2019년 9월 24일. 2019년 9월 24일에 확인함.
5. ↑  “UEFA postpones EURO 2020 by 12 months”. UEFA.com. 2020년 3월 17일.
6. ↑  “UEFA postpones all June national team matches”. UEFA.com. 2020년 4월 1일.
7. ↑  “UEFA Executive Committee agenda for June meeting”. UEFA.com. 2020년 6월 11일.